# Treppenrommé
Treppenrommé ist ein Kartenspiel für zwei bis vier Personen.

## Allgemeines
Bei dieser Rommé-Variante für zwei bis vier Spieler gewinnt derjenige, der durch Auslegen vieler und wertvoller Kombinationen die meisten Punkte sammelt.

## Die Karten
Man benutzt 52 Karten in den Farben Kreuz, Pik, Herz und Karo. Die Kartenfolge in jeder Farbe ist Ass, König, Dame, Bube, 10, 9, 8, 7, 6, 5, 4, 3, 2. In Kombinationen dürfen sich an das Ass wieder 2, 3, 4 usw. anschließen, so dass das Ass mal höchste, mal mittlere, mal niederste Karte ist.

## Die Kombinationen
Es gibt Sätze und Folgen. Ein Satz besteht aus 3 oder 4 gleichwertigen, aber verschiedenfarbigen Karten, z. B. Herz-7, Kreuz-7, Karo-7. Eine Folge besteht aus drei oder mehr gleichfarbigen, lückenlos folgenden Karten, z. B. Herz-Bube, Herz-Dame, Herz-König, Herz-Ass, Herz-2, Herz-3 usw.
Es zählen die Karten 2 bis 10 entsprechend ihrem Nennwert 2 bis 10 Punkte. Bube, Dame und König zählen je 10 Punkte. Das Ass zählt im Satz stets 15 Punkte, in einer Folge als höchste Karte 10 Punkte, als mittlere Karte 5 Punkte, als niederste Karte 1 Punkt.
Beispiele:
6-6-6-6 = 24 Punkte
A-A-A = 45 Punkte
D-K-A = 30 Punkte
D-K-A-2 = 27 Punkte
A-2-3 = 6 Punkte
5-6-7-8-9 = 35 Punkte

## Das Geben
Der erste Geber wird ausgelost. Im nächsten Spiel gibt sein linker Nachbar usw. Jeder Spieler erhält 7 Karten. Der Rest kommt als Talon verdeckt in die Mitte. Die oberste Talonkarte wird offen daneben gelegt.

## Das Abspiel
Der Geber beginnt. Er nimmt eine Talonkarte oder die offene Karte neben dem Talon, fügt sie in seine Handkarten ein und legt eine unerwünschte Karte offen neben den Talon. Der nächste Spieler ist an der Reihe.
Da die offenen Karten immer so abgelegt werden müssen, dass jede Karte die vorige nur halb verdeckt, entsteht eine Reihe oder Treppe, deren Karten immer sichtbar bleiben.
Wer an der Reihe ist, darf entweder die oberste, verdeckte Talonkarte oder beliebig viele Treppenkarten aufnehmen. Nie darf man von Talon und Treppe zugleich aufnehmen, und nie darf man eine gewünschte Karte aus der Treppe herausziehen. Besteht die Treppe aus D-9-2-A-7 und braucht ein Spieler etwa die 9, so muss er auch die Karten davor, also 7, A und 2, aufnehmen, so dass nur noch die Dame als Treppe bleibt. Es muss darum jedes Mal genau abgewogen werden, ob sich die Aufnahme mehrerer Karten wegen einer oder zweier Karten wirklich lohnt. Zu schnell ist oft das Spiel zu Ende, und man hat noch viele Karten in der Hand. Das Aufnehmen vieler Treppenkarten hat aber auch einen großen Vorteil: Die Kombinationsmöglichkeiten in der Hand nehmen stark zu.

## Das Anschreiben
Sobald ein Spieler, der an der Reihe ist, eine Kombination gebildet hat, darf er sie auslegen. Der Wert der ausgelegten Kombinationen wird vom Schriftführer sofort notiert. Ferner darf derselbe Spieler an eigene und fremde Kombinationen Karten aus der Hand anlegen, deren Einzelwert gleichfalls sofort aufgeschrieben wird.
Ein Spieler legt z. B. aus: 6-6-6 (18), D-K-A-2-3 (30). Außerdem legt er an schon ausgelegte Kombinationen an: B, 7, 10 (27). Der Schriftführer notiert für ihn: 18+30+27=75 Punkte. Dann legt der Spieler eine wertlose Karte an die Treppe an, und der nächste ist an der Reihe.

## Das Fertigmachen
Wenn ein Spieler alle Handkarten loswird, ist das Spiel beendet. Dabei ist es gleichgültig, ob er noch eine Karte an die Treppe anlegt oder nicht. Er bekommt die Punkte, die die Gegner noch in ihren Händen haben, notiert. Das Ass zählt dabei stets 15. Macht ein Spieler fertig, ohne zuvor aus- oder angelegt zu haben (Rommé-Hand), dann zählen für ihn die gegnerischen Handkarten doppelt. Seine eigenen Karten, die er alle beim Fertigmachen aus- und anlegt, zählen aber wie sonst einfach. Endsieger ist, wer nach mehreren Spielen eine vereinbarte Punktzahl – beispielsweise 500 oder 1000 – erreicht.